# 倫杜山
67°26′S 67°4′W / 67.433°S 67.067°W
倫杜山是南極洲的山峰，位於葛拉漢地的盧貝海岸，處於阿羅史密斯半島的雷德冰川和海姆冰川之間，英國探險隊根據測量和空中照片繪入地圖。